# Tonalit

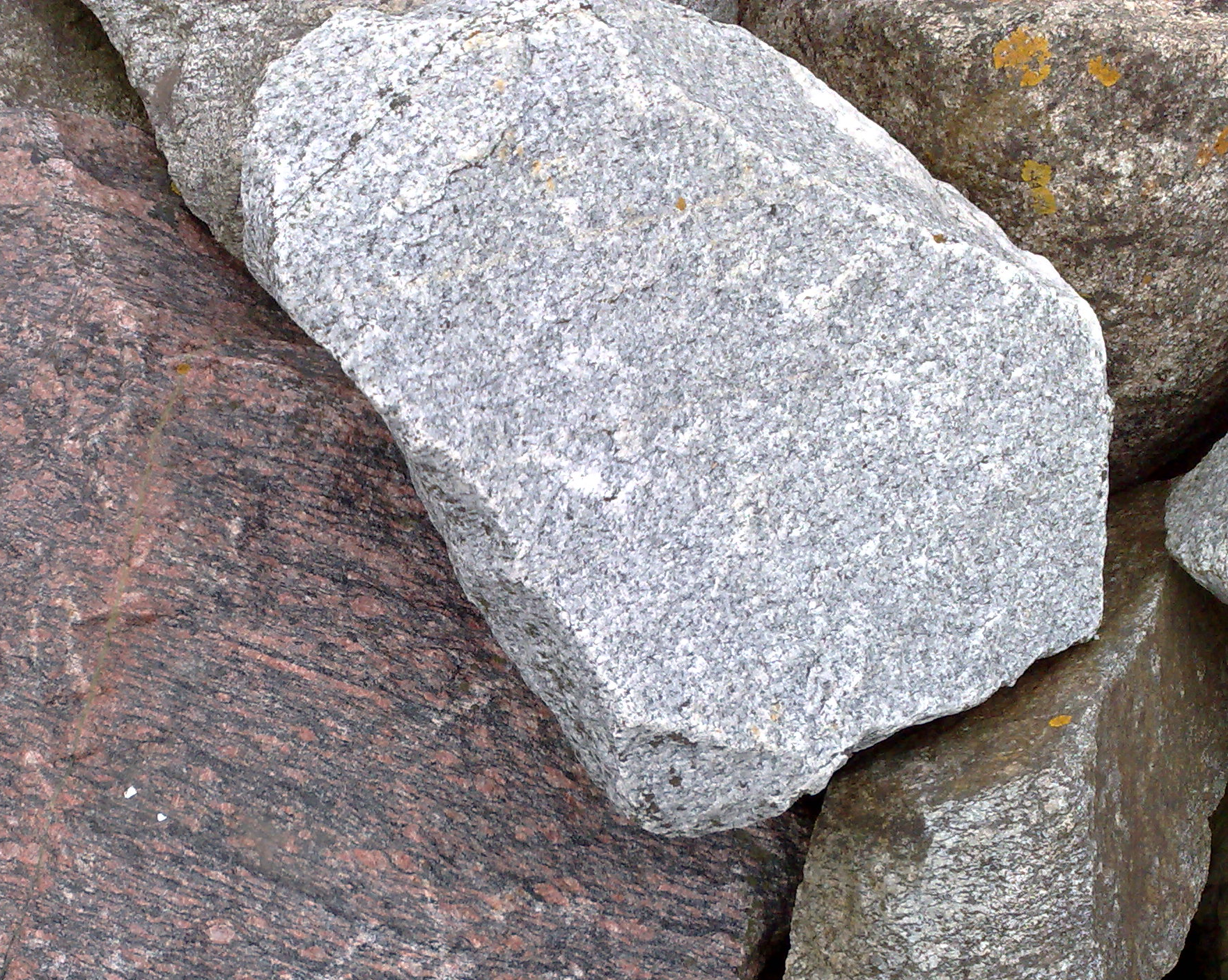
Tonalit (ljusgrå på bilden). Bilden är från ön Tjörn i Bohuslän. Tonaliten ligger på röd gnejs.

Tonalit (tyska: Tonalit, efter Passo del Tonale i de italienska Alperna) är en magmatisk bergart som bildats djupt nere i jordskorpan och består till största delen av kvarts, plagioklas, biotit och amfiboler.
I äldre referenser används tonalit ibland som en synonym för kvartsdiorit. Den gällande IUGS-klassificeringen definierar emellertid tonalit till att ha mer än 20% kvarts, medan kvartsdiorit varierar sin kvartshalt från 5 till 20%.
Trondhjemit är en ortoklas variant på tonalit med mindre biotit som enda mafiska mineral, uppkallad efter den norska staden Trondheim.
Uppsalagranit består till huvuddelen av tonalit.